# 鄧本端
鄧本端（1424年—？年），字崇正，四川成都府資縣人，明朝政治人物。

## 生平
天順四年（1460年）庚辰科第三甲第二十九名進士。天順七年十二月（1464年）以理刑半年考稱，擢監察御史。

## 家族
曾祖鄧安德，祖鄧廷舉，父鄧誠，母陳氏。